# Enigmocarnus chloropiformis
Enigmocarnus chloropiformis är en tvåvingeart som beskrevs av William Russel Buck 2007. Enigmocarnus chloropiformis ingår i släktet Enigmocarnus och familjen kadaverflugor.
Artens utbredningsområde är Texas. Inga underarter finns listade i Catalogue of Life.